# 11377 Най
11377 Най (11377 Nye) — астероїд головного поясу, відкритий 17 вересня 1998 року.
Тіссеранів параметр щодо Юпітера — 3,174.